# Kloster St. Georg (Homberg)
Koordinaten: 51° 1′ 51″ N, 9° 24′ 45″ O
Das Kloster St. Georg in der nordhessischen Stadt Homberg (Efze) bestand von 1269 bis 1527.

## Geschichte
Im Jahre 1269 gründeten Prämonstratenser-Chorfrauen aus dem 1217 gegründeten Chorfrauenstift Eppenberg bei Gensungen ein Prämonstratenserinnen-Frauenstift östlich unterhalb von Homberg im Tal der Efze. Es bestand als solches bis nach 1322; danach lebten dort Augustinerinnen.
Das Stift wurde als fundamentum religionis ad sanctum Georgium im Jahre 1269 gegründet; die Bestätigung der Gründung erfolgte noch im gleichen Jahr durch Erzbischof Werner von Mainz. Die ersten Chorfrauen kamen vom etwa 15 km entfernten Chorfrauenstift Eppenberg. Die Gründung erfolgte wohl auf Veranlassung und mit tatkräftiger Unterstützung des Eppenberger Propsts Arnold, der dem neuen Stift als Gründungsausstattung Grundbesitz in Hombergshausen und Rockshausen und Gefälle in Lützelwig und Mosheim übereignete. Auch die in der Gegend begüterte Familie derer von Holzsadel soll die Stiftsgründung materiell unterstützt haben. Im Laufe der Jahre erwarb das Stift auch Besitz in Mörshausen, Holzhausen, Oberbeisheim, Mühlhausen, Dagobertshausen, Sondheim, Arnsbach und Mitteldissen.
Obwohl der Prämonstratenserorden schon im Jahre 1270 beschloss, Nonnen aus dem Orden auszuschließen und sie in andere Orden zu überführen, gehörte das Haus noch mindestens bis 1322 zum Prämonstratenserorden. Danach lebten Augustinerinnen im Stift St. Georg.
Der allgemeine Niedergang des Klosterwesens im 15. Jahrhundert war auch in Homberg sichtbar. Im Jahre 1508 sah sich Landgraf Wilhelm II. von Hessen daher genötigt, einen Bittbrief für das Stift an alle Grafen, Prälaten, Pfarrer, Amtleute, Schultheißen, Bürgermeister, Räte, Gemeinden usw. seines Landes zu richten:

„Das Kloster sei in seinen Gebäuden und in seiner Ausstattung derartig verfallen und wüst geworden, dass die Nonnen sich dort ohne wesentliche Verbesserungen nicht länger halten könnten; dies sei jedoch ohne die Hilfe frommer Leute nicht möglich, so dass der Landgraf die Vorzeiger dieser Urkunde ermächtigt habe, Almosen für das Kloster zu sammeln; dafür werde jeder Almosenspender der Ablässe und Gottesdienste des Klosters teilhaftig.“

## Ende

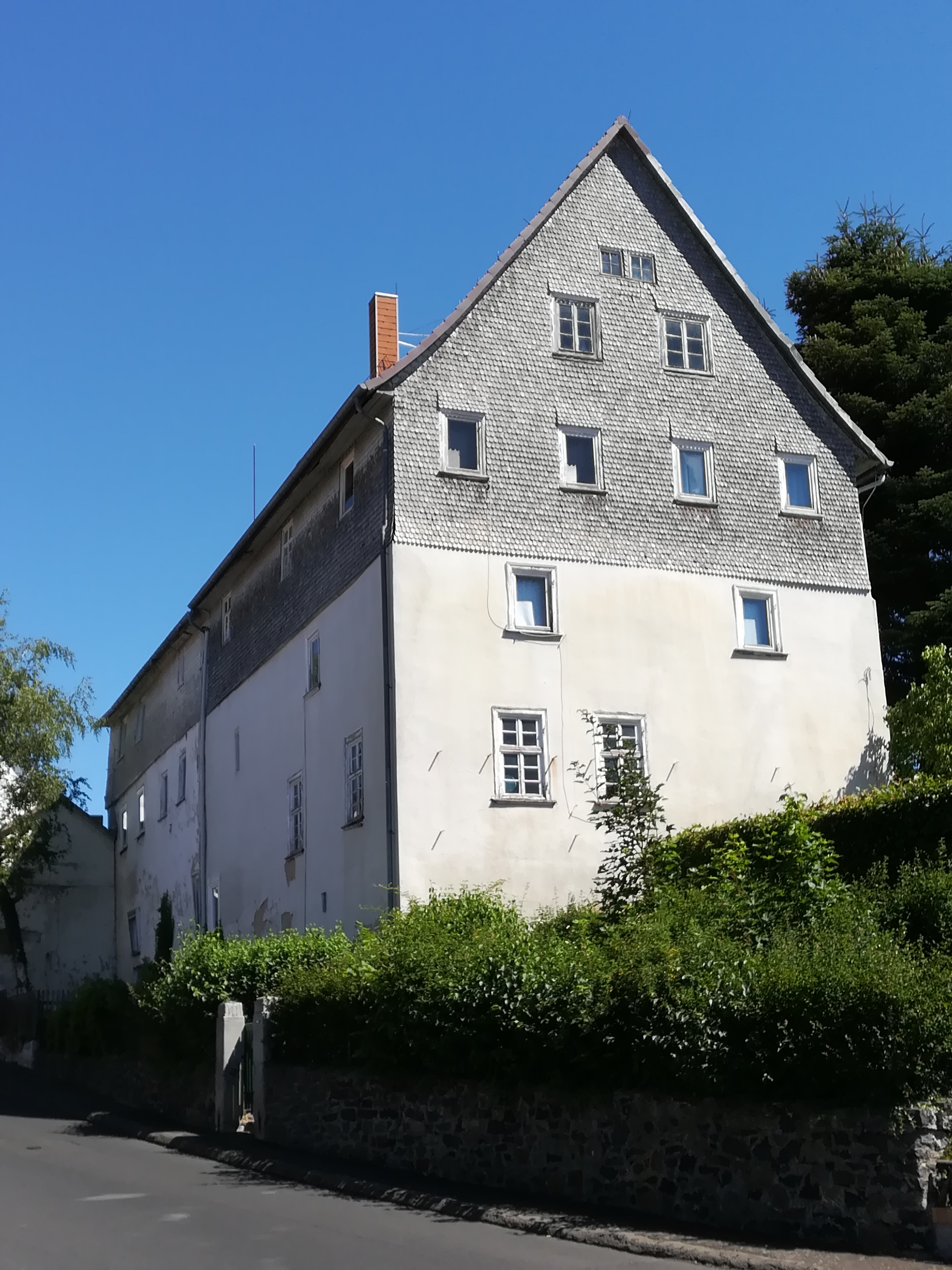
Nonnenhaus des ehemaligen Georgklosters

Zu einer Erneuerung kam es wohl nicht mehr, denn schon 1527, nach der Homberger Synode von 1526, mit der die Reformation in Hessen eingeführt wurde, wurde das Kloster von Landgraf Philipp I. aufgehoben. Im Jahre 1540 wies er die Einkünfte aus dem Besitz des einstigen Stifts der Universität Marburg zu.

## Heutiger Zustand
Die Stifts- und Wirtschaftsgebäude des Klosters befanden sich in dem Gebiet zwischen der Wasmuthshäuser Straße und der Straße „Kloster St. Georg“. Sie sind, mit einer Ausnahme, längst verschwunden. Nur noch das sogenannte „Nonnenhaus“ ist erhalten. Es stammt aus dem 13. Jahrhundert und ist wohl das älteste Gebäude der Stadt Homberg. Es ist heute ein vergleichsweise unscheinbares Wohnhaus in Privatbesitz und kann nicht besichtigt werden.